# Station Crépy-en-Valois
Station Crépy-en-Valois is een spoorwegstation aan de spoorlijn spoorlijn La Plaine - Hirson en Anor. Het ligt in de Franse gemeente Crépy-en-Valois in het departement Oise (Hauts-de-France).

## Ligging
Het station ligt op kilometerpunt 60,719 van de spoorlijn spoorlijn La Plaine - Hirson en Anor.

## Diensten
Het station wordt aangedaan door treinen van Transilien lijn K (Paris-Nord - Crépy-en-Valois). Ook doen treinen van TER Picardie tussen Paris-Nord en Laon het station aan, en doen TER Picardie-bussen tussen Crépy-en-Valois en Roissypole het station aan.

## Vorig en volgend station
| Richting   | Vorig station | Lijn    | Volgend station | Richting |
| ---------- | ------------- | ------- | --------------- | -------- |
| Paris-Nord | Ormoy-Villers | Trans K | Eindpunt        | Eindpunt |